# ISO 3166-2:RO
ISO 3166-2:RO là mục nhập cho România trong ISO 3166-2, một phần của tiêu chuẩn ISO 3166 tiêu chuẩn được công bố bởi Tổ chức tiêu chuẩn hóa quốc tế (ISO), trong đó xác định mã cho tên của hiệu trưởng phân (ví dụ, tỉnh hoặc tiểu bang) của tất cả các quốc gia được mã hóa theo ISO 3166-1.
Hiện tại đối với România, mã ISO 3166-2 được xác định cho 41 phòng ban và 1 đô thị. Thành phố thủ đô Bucharest là thủ đô của đất nước và có vị thế đặc biệt ngang với các sở.
Mỗi mã bao gồm hai phần, cách nhau bởi dấu gạch nối. Phần đầu tiên là RO, mã ISO 3166-1 alpha-2 của România. Phần thứ hai là một trong những điều sau đây:
- một chữ cái: đô thị
- hai chữ cái: bộ phận (hạt)

Các chữ cái hiện đang được sử dụng trong biển đăng ký xe.

## Mã hiện tại
Tên phân khu được liệt kê như trong tiêu chuẩn ISO 3166-2 do Cơ quan bảo trì ISO 3166 (ISO 3166/MA) công bố.
Tên phân khu được sắp xếp theo thứ tự bảng chữ cái România: a, ă, â, b-i, î, j-s, ș, t, ț, u-z.
Nhấp vào nút trong tiêu đề để sắp xếp từng cột.

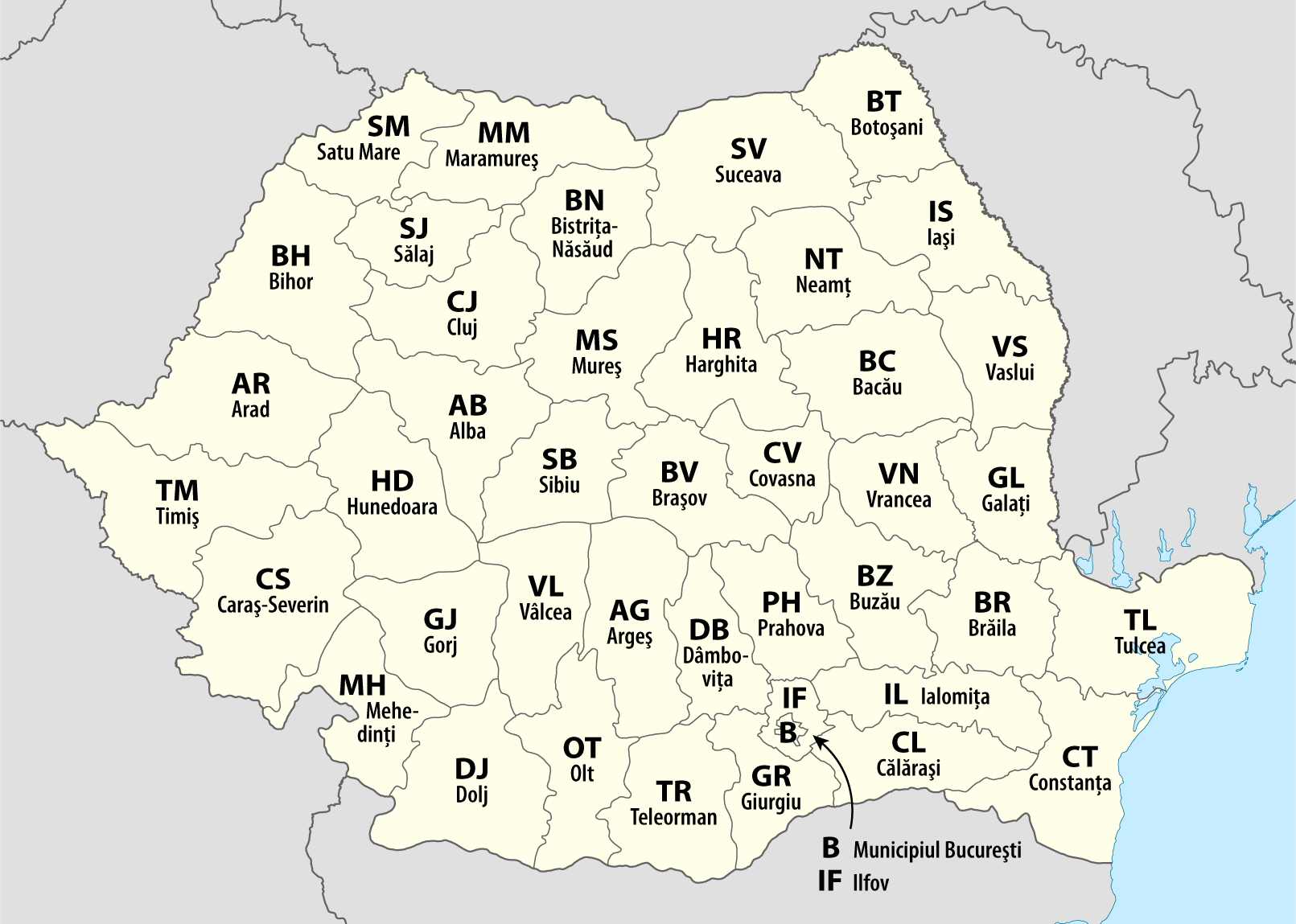
Bản đồ România với mỗi bộ quần áo (hạt) và căn hộ của thành phố này được dán nhãn phần thứ hai của mã ISO 3166-2.

| Mã    | Tên phân khu (ro) | Phân ngành    |
| ----- | ----------------- | ------------- |
| RO-AB | Alba              | bộ phận (hạt) |
| RO-AR | Arad              | bộ phận (hạt) |
| RO-AG | Argeș             | bộ phận (hạt) |
| RO-BC | Bacău             | bộ phận (hạt) |
| RO-BH | Bihor             | bộ phận (hạt) |
| RO-BN | Bistrița-Năsăud   | bộ phận (hạt) |
| RO-BT | Botoșani          | bộ phận (hạt) |
| RO-BV | Brașov            | bộ phận (hạt) |
| RO-BR | Brăila            | bộ phận (hạt) |
| RO-BZ | Buzău             | bộ phận (hạt) |
| RO-CS | Caraș-Severin     | bộ phận (hạt) |
| RO-CL | Călărași          | bộ phận (hạt) |
| RO-CJ | Cluj              | bộ phận (hạt) |
| RO-CT | Constanța         | bộ phận (hạt) |
| RO-CV | Covasna           | bộ phận (hạt) |
| RO-DB | Dâmbovița         | bộ phận (hạt) |
| RO-DJ | Dolj              | bộ phận (hạt) |
| RO-GL | Galați            | bộ phận (hạt) |
| RO-GR | Giurgiu           | bộ phận (hạt) |
| RO-GJ | Gorj              | bộ phận (hạt) |
| RO-HR | Harghita          | bộ phận (hạt) |
| RO-HD | Hunedoara         | bộ phận (hạt) |
| RO-IL | Ialomița          | bộ phận (hạt) |
| RO-IS | Iași              | bộ phận (hạt) |
| RO-IF | Ilfov             | bộ phận (hạt) |
| RO-MM | Maramureș         | bộ phận (hạt) |
| RO-MH | Mehedinți         | bộ phận (hạt) |
| RO-MS | Mureș             | bộ phận (hạt) |
| RO-NT | Neamț             | bộ phận (hạt) |
| RO-OT | Olt               | bộ phận (hạt) |
| RO-PH | Prahova           | bộ phận (hạt) |
| RO-SM | Satu Mare         | bộ phận (hạt) |
| RO-SJ | Sălaj             | bộ phận (hạt) |
| RO-SB | Sibiu             | bộ phận (hạt) |
| RO-SV | Suceava           | bộ phận (hạt) |
| RO-TR | Teleorman         | bộ phận (hạt) |
| RO-TM | Timiș             | bộ phận (hạt) |
| RO-TL | Tulcea            | bộ phận (hạt) |
| RO-VS | Vaslui            | bộ phận (hạt) |
| RO-VL | Vâlcea            | bộ phận (hạt) |
| RO-VN | Vrancea           | bộ phận (hạt) |
| RO-B  | București         | đô thị        |

## Thay đổi
Các thay đổi sau đây cho mục đã được công bố trong các bản tin của ISO 3166/MA kể từ lần xuất bản đầu tiên của ISO 3166-2 vào năm 1998:
| Bản tin        | Ngày phát hành | Mô tả về sự thay đổi trong bản tin                                       | Thay đổi mã/phân ngành             |
| -------------- | -------------- | ------------------------------------------------------------------------ | ---------------------------------- |
| Newsletter I-1 | 2000-06-21     | Sửa lỗi chính tả của phân mục trong tiêu đề                              |                                    |
| Newsletter I-4 | 2002-12-10     | Ngoài ra một bộ phận. Phân loại phân loại trong tiêu đề được sắp xếp lại | Phân khu được thêm vào:RO-IF Ilfov |